# 陽地駅 (江原道)
陽地駅（ヤンジえき、양지역）は、現在の大韓民国江原特別自治道鉄原郡に存在した金剛山電気鉄道の駅（廃駅）である。

## 歴史
- 1924年8月1日：陽地里駅として開業[1]。
- 日時不明：陽地駅に改称。
- 1950年：朝鮮戦争により廃止。